# Альмер, Кристиан
Кристиан Альмер (нем. Christian Almer; 1826—1898) — швейцарский горный гид и альпинист, автор ряда первых восхождений на вершины в Альпах.

## Биография
Кристиан Альмер родился в коммуне Гриндельвальд в кантоне Берн в Швейцарии 29 марта 1826 года. В юности работал пастухом. В 1846 году Альмер женился на Маргарите Кауфман. Через три года, 8 мая 1849 года, у них родился сын Ульрих Альмер, который впоследствии также стал горным гидом и сопровождал отца во многих его восхождениях.
Первое известное восхождение Альмера приходится на сентябрь 1854 года, когда он пытался соперничать с английским альпинистом Альфредом Уиллсом в первом восхождении на Веттерхорн (3701 м). Уиллс и его гид Огюст Бальма предложили Альмеру объединить усилия и совершить восхождение вместе. Альмер согласился присоединиться к группе Уиллса, и группа успешно совершила восхождение. В этом восхождении Альмер принёс с собой молодую ель и посадил её рядом с вершиной во славу Швейцарии. Восхождение Уиллса и Альмера получило широкую огласку в Англии и сделало альпинизм более популярным среди британских буржуа, несмотря на то, что их восхождение не стало первым. Восхождение Уиллса и Альмера на Веттерхорн принято считать началом «золотого века альпинизма».
15 августа 1857 года Кристиан Альмер, сопровождая альпиниста Сигизмунда Поргеса, совместно с гидами Кристианом и Ульрихом Кауфманами совершил первое восхождение на вершину Мёнх (4107 м). В следующем году, 11 августа 1858 года, Альмер участвовал в первом восхождении на вершину Эйгера совместно с ирландским коммерсантом Чарльзом Баррингтоном и гидом из Гриндельвальда Петером Бохреном. Группа совершила восхождение по западному гребню. Их маршрут в настоящее время считается классическим.
23 июля 1862 года Альмер совершил первое восхождение на вершину Грос-Фишерхорн (4049 м) совместно с гидом Ульрихом Кауфманом, сопровождая альпинистов Херефорда Брука Джорджа и Адольфа Уорбертона Мура.

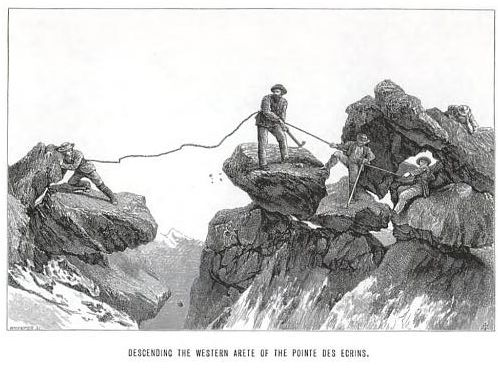
Прыжок Альмера (иллюстрация из книги Уимпера Scrambles amongst the Alps)

Летом 1864 года двое английских альпинистов, Адольф Уорбертон Мур и Хорас Уокер наняли Альмера для восхождений в массиве Дез-Экрен. Мур и Уокер были друзьями другого британского альпиниста Эдуарда Уимпера, который также собирался исследовать массив Дез-Экрен вместе с гидом Мишелем Кро. Альпинисты решили объединить усилия и попытаться зайти на высочайшую точку массива вершину Барр-дез-Экрен (4102 м) вместе. Встретившись 20 июня 1864 года в Сен-Мишель-де-Морьене, они за несколько дней вышли через перевал Коль-де-ля-Валлуар к подножию массива Дез-Экрен. 23 июня группа совершила восхождение на вершину Бреш-де-ля-Меиж (фр. Brèche de la Meije, 3357 м), откуда они спустились на её южный склон. 24 июня группа вышла к верховьям ледника Де-ля-Бонн-Пьер, где была организована ночёвка перед последним штурмом. Ранним утром 25 июня Уимпер, Мур, Уокер, Альмер и Кро вышли на штурм вершины. Сначала группа поднялась по кулуару на северном склоне вершины на восточный гребень, и затем по нему они вышли к вершине. Спуск был осуществлён по западному гребню с последующим переходом на северную стену. На спуске Альмеру пришлось совершить прыжок через широкий провал, который невозможно было обойти, на неустойчивую группу камней для того, чтобы обеспечить страховку оставшимся членам команды. В западной литературе этот прыжок известен под названием Almer’s Leap. Оставшаяся часть спуска прошла без происшествий.
В 1865 году Альмер участвовал в ряде заметных первых восхождений на альпийские вершины. 16 июня 1865 года он, сопровождавший Уимпера совместно с гидами Кро и Францем Бинером, совершил первое восхождение на вершину Гран-Корнье (3962 м) по восточному гребню. Спустя несколько дней, 24 июня 1865 года, Уимпер, Альмер, Кро и Бинер совершили первое восхождение на вторую по высоте вершину массива Гранд-Жорас Пуэнт-Уимпер (4184 м), а также третью Пуэнт-Кро (4110 м). Так как целью их восхождения был обзор вершины Эгюий-Верт (4122 м), которая находилась в прямой видимости, то они решили не совершать восхождение на высочайшую вершину массива Пуэнт-Уокер (4208 м). После этого восхождения Кро покинул группу, так как был нанят другим своим клиентом Джоном Биркбеком. Альмер и Бинер остались с Уимпером и 29 июня совершили первое восхождение на вершину Эгюий-Верт. Группа стартовала ранним утром 29 июня с ледника Талефр. Спустя примерно 7 часов они достигли вершины по кулуару, который впоследствии был назван кулуаром Уимпера. Спуск был осуществлён в тот же день в Шамони.
В сентябре 1865 года Альмер и его сын Ульрих сопровождали альпинистов Б. Джорджа и Г. Мортимера в первом восхождении на вершину Нестхорн (3821 м). Восхождение было совершено 18 сентября.
7 июля 1870 года Кристиан Альмер и его сын Ульрих участвовали в первом восхождении на основную вершину Л'Элефруада (3954 м), сопровождая британского альпиниста Уильяма Кулиджа. Это было одно из первых совместных восхождений Кулиджа и Альмера. В последующие 10 лет Альмер работал преимущественно с ним, совершив ряд первых заметных восхождений, включая первые зимние восхождения на Юнгфрау, Веттерхорн и Шрекхорн.
В январе 1885 года Альмер и британский альпинист Уильям Вудман Грэм попали в шторм при попытке зимнего восхождения на Юнгфрау. Им удалось добраться до хижины Бергли уже после захода солнца. Альмер сильно отморозил на ногах несколько пальцев, которые впоследствии пришлось ампутировать. Однако, несмотря на травмы, он продолжил занятия альпинизмом.
22 июня 1896 года Альмер, которому на тот момент было 70 лет, и его супруга (72 года), отпраздновали золотую свадьбу восхождением на Веттерхорн. Для Маргариты Альмер это было первое восхождение на Веттерхорн. В восхождении супругов сопровождали их дети: двое сыновей Ганс и Петер (всего у них было пятеро сыновей), и старшая дочь. Восхождение заняло около 6 часов. Последнее восхождение на Веттерхорн Альмер совершил за год до своей смерти, в 1897 году, в возрасте 71 года.
Кристиан Альмер умер 17 мая 1898 года в Гриндевальде в возрасте 72 лет. 
Кристиан Альмер был помещён в список 10 лучших горных гидов всех времён по версии «The Mountain Encyclopedia».

## Комментарии
1. ↑  Первое восхождение на Веттерхорн было совершено 31 августа 1844 года Мельхиором Баннхольцером и Иоганном Яуном[5].